# Abbildrelation
Als Abbildrelation bezeichnet man in der Philosophie und den Bildwissenschaften die Beziehung zwischen Abbild und abgebildetem Objekt und deren Problemen.

## Dialektischer Materialismus
Im philosophischen System des Dialektischen Materialismus kam die Beziehung zwischen Abbild und abgebildetem Objekt in der sogenannten Abbildrelation zum Ausdruck.
Abhängig von der Art des Abbildes und des abgebildeten Objekts unterschied der Dialektische Materialismus zwischen Abbildrelationen mit unterschiedlichen Eigenschaften. Am bekanntesten sei dabei die Wahrheitsrelation, also die Abbildrelation zwischen Aussage und Sachverhalt. Des Weiteren bestehe eine Abbildrelation zwischen einem Begriff und der durch ihn abgebildeten logischen Klasse von Individuen. Beide Abbildrelationen entsprächen sich in den wesentlichen Merkmalen: Zum Beispiel sei das Abbild dem abgebildeten Objekt gegenüber sekundär. Auf der anderen Seite unterscheide sie sich speziell darin, dass der Aussage ein Wahrheitswert zugrunde liege, welcher dem Begriff fehle.
Angesichts aktueller philosophisch, kunstgeschichtlich und bildwissenschaftlich breitgefächerter Diskussionen, die einen differenzierten und komplexen Bild- und Abbildbegriff erarbeitet haben, kann diese historische Anschauung aus der Mitte des 20. Jahrhunderts aktuellen Debatten nicht mehr genügen.

## Weblink
- Georg Klaus / Manfred Buhr: Philosophisches Wörterbuch: Abbildtheorie (Aus der Sicht des Dialektischen Materialismus)